# エア・インディア101便墜落事故
エア・インディア101便墜落事故（エア・インディア101びんついらくじこ）とは、1966年に発生した航空事故である。

## 事故の概要

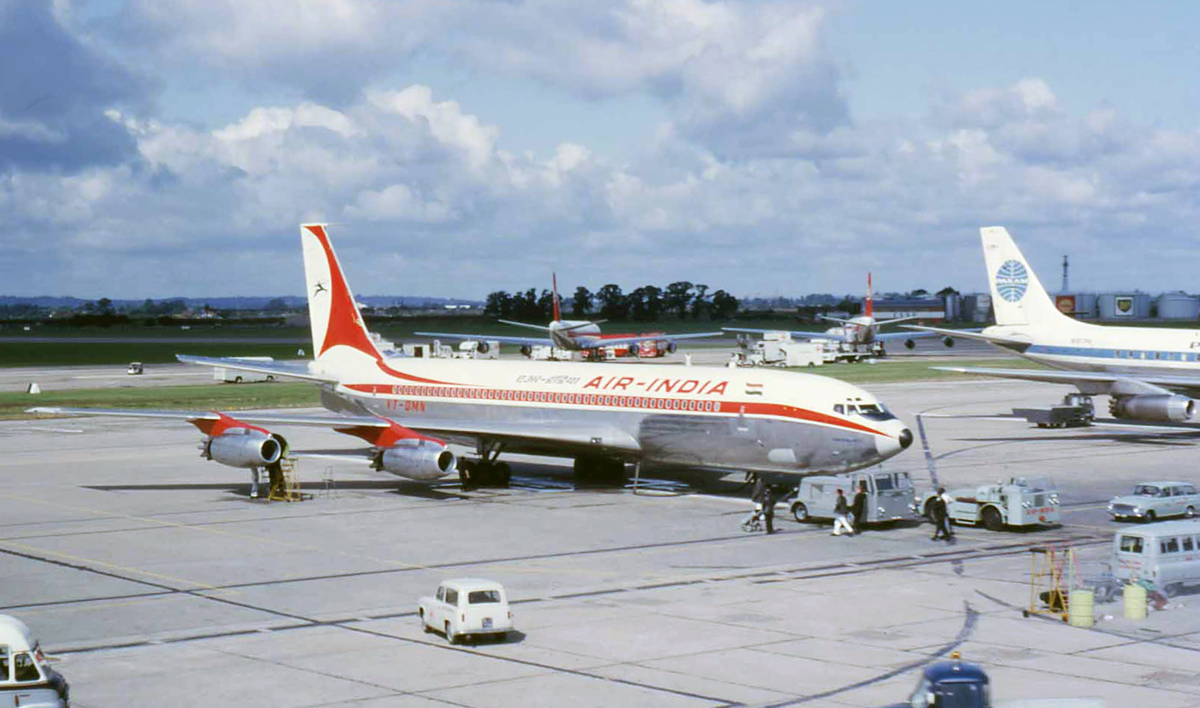
1965年7月に撮影された事故機

1966年1月24日の朝8時頃、インド・ボンベイ（現在はムンバイ）からレバノン・ベイルート、ギリシャ・アテネを経由してロンドンへ行く エア・インディア101便ボーイング707-437（機体記号VT-DMN）は次の寄港地スイスのジュネーヴ・コアントラン国際空港に着陸しようとしていた。
着陸の際に雲上から1000フィート離れた高度まで降下し、管制官よりその高度を維持するように指示を受けたが、機は約19000フィートまで降下を続け、モンブランの山頂付近に激突した。これにより乗員11人、乗客106人の合わせて117人全員が犠牲になった。墜落地点は標高4810mのモンブランでしかも厳寒の季節であった為遺体の収容も捗らなかったという。

## 事故原因
事故機に2個設置されていたVOR (超短波全方向式無線標識)の1個が故障していたのを知った機長が、自機の位置を確かめようとして管制官に「我々はモンブランの横を通過したと思う」と報告した。それを聞いたジュネーブの管制官はモンブランは5マイル前方にあるという意図で「貴機はモンブランまで5マイルある」と訂正して通告した。しかし内容が曖昧だったため、機長は「モンブランの横から5マイル離れている」と判断してそのまま山頂に衝突したものと推測される。

## 主な犠牲者
この事故でインドの世界的物理学者で原子力開発にも貢献したホーミ・J・バーバーが犠牲となった。

## 余談
2012年8月21日、墜落現場近くでインドの外交行嚢が発見され9月3日、在パリインド大使館の二等書記官に届けられた。
2013年9月26日、警察は登山者がルビーやサファイア、エメラルドなど宝石が入った袋を発見したと発表。インド航空101便もしくは1950年に同じくモンブランに墜落したエア・インディア245便の乗客の荷物と推測されている。
2017年7月、山腹にて遺体の一部（手と脚の上部）とボーイング707型機のエンジン1基が発見された。遺体は、エンジンの近くで発見されたことからエア・インディア101便の乗客と推測されている。